# Educador social
Educador Social é um profissional que usa ferramentas pedagógicas para intervir nas problemáticas dos indivíduos; realiza atividades pedagógicas para promoção do bem estar e a integração social de pessoas em situação de risco, vulnerabilidade social, ou excluídas (suporte à mulheres, negros, indígenas e homossexuais).  
O educador social, desenvolve seu trabalho em instituições não formais de educação. É comum a atuação deste voluntariamente em Organização não governamental (ONG).
Por este profissional ser da área social, trabalha em conjunto, com enfoque no indivíduo, por este motivo deve ter uma boa capacidade de se integrar em equipes multidisciplinares, muitas vezes compostas por assistentes sociais, psicólogos, professores, entre outros.
No Brasil o Dia do Educador Social é comemorado em 19 de setembro.

## História
A educação social surge em Portugal nos finais da década de setenta, través de cursos de nível técnico com duração de um ano e meio a dois anos. Nos finais da década de oitenta, começaram a surgir cursos de educação social, de nível superior (bacharelado), com a duração de três anos, lecionados nas Escolas Superiores de Educação, como é o caso da Escola Superior de Educação do Instituto Politécnico do Porto. Inicialmente, o curso técnico e o superior de educação social,  tinham como finalidade desenvolver atividades recreativas para os indivíduos aos quais intervinha, abrangendo tanto crianças, adultos e idosos, sendo este tipo de metodologia e intervenção muito semelhante à utilizada na animação social, cultural e recreativa. Acontecendo certas confusões entre o papel de um animador social ou cultural e o do verdadeiro papel do educador social.
Posteriormente, em 1996, foi homologada a primeira licenciatura em educação social, desenvolvida pela Universidade Portucalense Infante D. Henrique (UPT), no Porto. A partir desse momento, escolas superiores públicas e as universidades privadas começaram a ter mais ofertas nessa licenciatura.

## Competências
O papel do educador social está intrinsecamente ligado a uma perspectiva educativa, muito distanciado do registo assistencialista. Neste sentido, ganha cada vez mais consenso a expressão “profissionais do trabalho social e educativo”, que enfatiza o compromisso educativo no trabalho social exercido por este profissional. A educação social é uma forma de intervenção socioeducativa (ou ajuda educativa) a pessoas ou grupos em situação de maior vulnerabilidade social, ou em situação de risco. A ciência base da educação social é a pedagogia social, conferindo a essa profissão uma maior fidedignidade. Neste sentido, o exercício profissional da educação social requer dos seus profissionais uma formação rigorosa, inicial e contínua, que permita incorporar novos saberes e adquirir uma postura favorável para adaptar-se a novos desafios e realidades. A educação social deve acompanhar as políticas sociais e participar permanentemente na negociação do contrato social.

            
O educador social baseia o seu papel profissional na abordagem entre o indivíduo e o meio, em que o educando adquire as ferramentas necessárias para assumir a autonomia de vida, através de projetos educativos, desenvolvidos em conjunto entre educador social e educando, com o objetivo primordial de aumentar competências. O educador social orienta toda a sua conduta pela sua ética pessoal e pauta-se pelo código deontológico profissional, código esse, que deve ser entendido como uma forma de promover a postura reflexiva em torno de um conjunto de princípios e regras, que devem auto-regular as práticas profissionais do técnico superior de educação social, como refere o código deontológico desse profissional:
| “ | Este Código baseia-se juridicamente na Constituição da República Portuguesa (1976), na Declaração Universal dos Direitos Humanos (1948), na Convenção Europeia para a Salvaguarda dos Direitos Humanos (1950), na Carta Social Europeia (1965), na Convenção sobre os Direitos da Criança (Nova Iorque, 1989), anunciada na Carta dos Direitos Fundamentais da União Europeia (2000) e no Tratado de Lisboa (2007). | ” |

O objetivo da criação de um código deontológico para o educador social visa essencialmente o reconhecimento dessa profissão como sendo possuidora de um caráter pedagógico, que é exercida em contextos sócio-educativos, tendo como base de intervenção a criação de técnicas mediadoras e projetos educativos comunitários, que são da competência profissional do técnico superior de educação social. No dia 2 de outubro, comemora-se o dia internacional do educador social.

### No Brasil
Sua atuação não está restrita às escolas podendo ser exercida, por exemplo, em hospitais ou ONG, dando suporte e oportunidades para mulheres, negros, indígenas e homossexuais. Entre as atividades a cargo do educador social estão as ações de incentivo à leitura e monitoramento do bem estar dos estudantes. Este profissional também pode atuar como: Conselheiro Tutelar, Agente de Ação Social, ou Monitor de Dependente Químico.
A educação não formal e o educador social são bases importantes no exercício da cidadania e agem nas demandas de:
1. Educação para justiça social;[11]
2. Educação para direitos (humanos, sociais, políticos, culturais etc.);[11]
3. Educação para liberdade;[11]
4. Educação para igualdade;[11]
5. Educação para democracia;[11]
6. Educação contra discriminação;[11]
7. Educação pelo exercício da cultura, e para a manifestação das diferenças culturais.[11]
8. Orientações educacionais para famílias ou pessoa;[12]
9. Elaborar atividades de educação civil, ambiental, e sexual, e;[12]
10. Acompanhar o progresso de seus educandos e elaborar relatórios sobre o processo de reintegração.[12]

O educador social precisa estar preparado psicológica e fisicamente para lidar com diversos casos e problemas, com pessoas desprovidas de atenção e geralmente carentes de valores morais. Tendo que entender e integrar uma diversidade de pessoas de diferentes grupos sociais, com o intuito de gerar uma totalidade, o educador social deve contribuir para o melhoramento e transformação da sociedade através de projetos e atividades, de modo  a que prepare o indivíduo para conviver em sociedade, respeitando e lidando com regras, vivendo junto com seus companheiros, independentemente de ser um membro de sua escola, família ou comunidade. 
No Brasil o dia do educador social é comemorado a 19 de setembro, no aniversário de nascimento do filósofo e educador Paulo Freire.

#### Atuação no CRAS
O educador social no Centro de Referência de Assistência Social (CRAS) desenvolve atividades de educação e assistência social; trabalha atividades sobre: garantia de direitos, acolhimento social e, acesso à educação.

#### Atuação no terceiro setor
O educador social na organização do terceiro setor dedica-se a projetos de impacto social positivo; trabalha atividades sobre: captação de recursos, ações culturais e, trabalhos sociais.